# Minaret de San José
Le minaret de San José est un minaret d'origine omeyyade situé à Grenade, capitale de la province de Grenade, dans la communauté autonome d'Andalousie en Espagne.

## Localisation
Le minaret se dresse à quelques centaines de mètres au nord-ouest de l'Alhambra à l'angle de la Calle San José et de la calle Bravo.

## Historique
Le minaret remonte probablement au Xe siècle soit à l'époque omeyyade (califale) .
Il s'agissait du minaret de la mosquée des Ermites, qui fut  transformée en église par les Rois catholiques.
Le minaret est maintenant le clocher de l'église San José.

## Architecture
Le clocher actuel de l'église San José comporte trois niveaux dont les deux premiers correspondent à l'ancien minaret.
Ces deux premiers niveaux sont édifiés en pierre de taille à l'appareil soigné. Le premier est percé d'une petite porte rectangulaire tandis que le second est orné d'une remarquable fenêtre à arc outrepassé.
Le troisième et dernier niveau, plus modeste, est édifié en briques et percé sur chaque face d'une grande baie campanaire cintrée.